# Refugi de Coms de Jan
El refugi de Coms de Jan és un refugi de muntanya de la Parròquia de Canillo (Andorra) a 2.220 m d'altitud i situat al fons de la Coma de Ransol entre Les Rebes i la Portella de la Coma de Varilles.

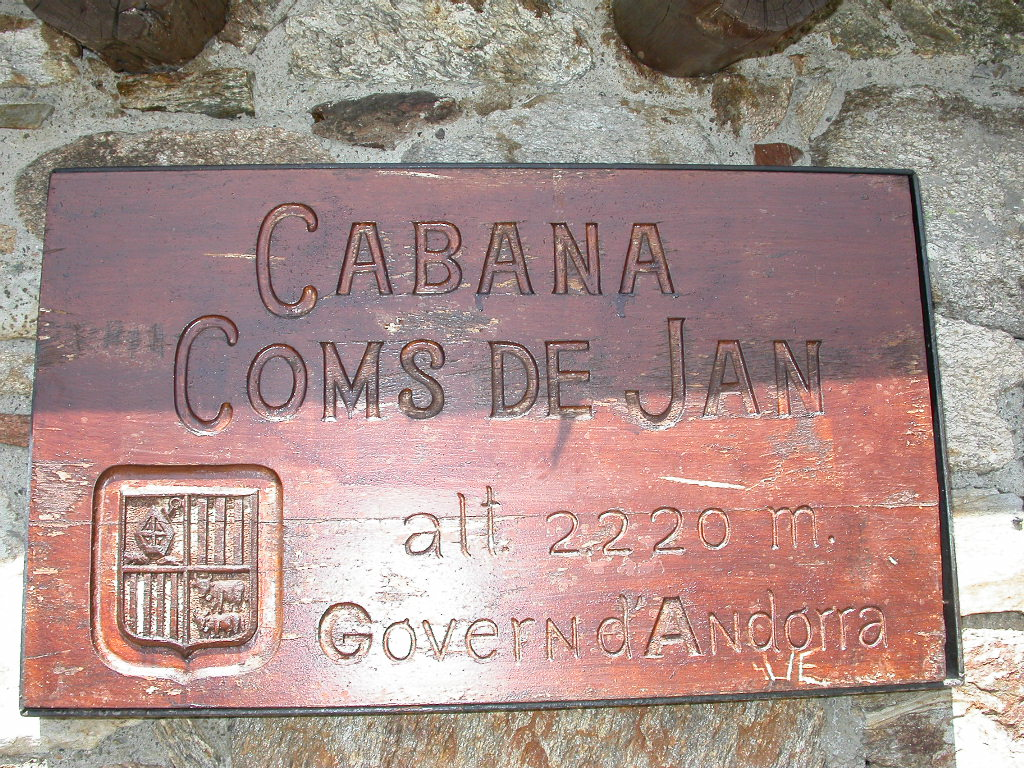
Placa identificativa a l'exterior.